# Крамарь, Вадим Александрович
Крамарь Вадим Александрович (род. 3 января 1970, Севастополь) — украинский и российский учёный, доктор технических наук (2013), профессор (2014), профессор кафедры «Информатика и управление в технических системах» Севастопольского государственного университета. Специалист в области исследования функционально-сложных систем автоматического управления. Область научных интересов — непрерывно-дискретные системы автоматического управления, морские робототехнические системы.

## Биография
Родился 3 января 1970 года в городе Севастополе. В раннем возрасте вместе с родителями переехал в Симферополь. В 1987 году закончил школу №7 им. А.В.Мокроусова. В этом же году поступил в Севастопольский приборостроительный институт на факультет «Автоматика и вычислительная техника», кафедра «Техническая кибернетика». В 1993 году с отличием закончил институт, начав работать на кафедре «Техническая кибернетика». В 1999 году защитил кандидатскую диссертацию по специальности «Системы и процессы управления». В 2012 году защитил докторскую диссертацию по специальности «Вооружение и военная техника». С 1993 года по 2014 год работал стажёром-исследователем, ассистентом, доцентом, проректором по инновационной работе, первым проректором.
С 2014 по 2016 год работал в ФГАОУ ВО «Севастопольский государственный университет» проректором по учебной работе. В 2016 году был уволен по собственному желанию в связи с разногласиями с руководством университета. С 2016 по 2018 год работал в Черноморском высшем военно-морском орденов Нахимова и Красной Звезды училище имени П. С. Нахимова. С 2018 года работает профессором кафедры «Информатика и управление в технических системах» ФГАОУ ВО «СевГУ» и главным научным сотрудником в научно-исследовательской лаборатории «Робототехника и интеллектуальные системы управления».
На кафедре «Информатика и управление в технических системах» СевГУ является преподавателем следующих дисциплин:
- Основы управления в технических системах (для студентов 2-го курса специальности «Управление в технических системах»);
- Специальные разделы математики (для студентов 2-го курса специальности «Управление в технических системах»);
- Цифровые системы управления (для студентов 4-го курса специальности «Управление в технических системах»);
- Моделирование робототехнических систем (для магистров специальностей «Мехатроника и робототехника» и «Управление в технических системах»).

## Научная деятельность
Научные интересы включают математическое моделирование функционально-сложных непрерывно-дискретных систем автоматического управления, в том числе систем управления необитаемыми подводными и беспилотными летательными аппаратами.
Крамарь В. А. являлся руководителем пяти научно-исследовательских работ и грантов, а также ответственным исполнителем или исполнителем 11 НИР и НИОКР. По данным Scopus, имеет свыше 80 публикаций в научных журналах, индексируемых в международных наукометрических базах и Web of Science (в том числе в 1 и 2 квартиле).
Является рецензентом международных научных журналов издательства Multidisciplinary Digital Publishing Institute (MDPI).

## Основные работы
Монографии
- Крамарь В. А., и др. Беспилотные летательные аппараты, их электромагнитная стойкость и математические модели систем стабилизации. — М.: НИЦ ИНФА-М, 2025. — 180 с[7].
- Кушнир В. М., Душко В. Р., Крамарь В. А. Нелинейная динамика океанотехнических систем. — М: Вузовский учебник, 2024. — 320 с[8].
- Крамарь В. А., Душко В. Р., Душко В. В. Обобщенная математическая модель пространственного перемещения бурового судна. — М: Вузовский учебник, 2019. — 118 с[9].

Учебные пособия
- Крамарь В. А., Карапетьян В. А., Кабанов А. А., Альчаков В. В., Цифровые системы управления, Учебное пособие / Сер. Вузовский учебник. Москва, 2024[10].
- Макеев В. А., Крамарь В. А., Васильев А. В. Корабельные артиллерийские установки и боеприпасы Сер. Вузовский учебник Том Часть 2. Москва, 2023[11].
- Макеев В. А., Крамарь В. А. Корабельные артиллерийские установки и боеприпасы Сер. Вузовский учебник Том Часть 1. Москва, 2022[12].
- Крамарь В. А., Карапетьян В. А., Альчаков В. В. Специальные разделы математики. — М: Вузовский учебник, 2019. — 123 с[13].
- Пашков Е. В., Круговой А. Н., Крамарь В. А., Беляева Л. Л., Альчаков В. В. Автоматизация в промышленности: Практикум. В 4 ч. Ч. III. Автоматизированный электропривод и моделирование мехатронных модулей движения. — М: Севастопольский национальный технический университет, 2011. — 225 с[14].
- Крамарь В. А. Специальные разделы математики для системной инженерии. — М: Севастопольский национальный технический университет, 2010. — 153 с[15].

Статьи
- Practical Steps towards Establishing an Underwater Acoustic Network in the Context of the Marine Internet of Things. Kebkal, K., Kabanov, A., … Kramar, V., Kebkal-Akbari, V., Applied Sciences (Switzerland), 2024,14(8), 35272024[16].
- Neural Network Method of Controlling Self-Collisions of Multilink Manipulators Based on the Solution of the Classification Problem. Kramar V., Kramar O., Kabanov A., Alchakov V., Applied Sciences (Switzerland), 2023,13 (2),13240[17].
- Autonomous Underwater Vehicle Navigation via Sensors Maximum-Ratio Combining in Absence of Bearing Angle Data. Kramar V., Kabanov A., Dementiev K., Journal of Marine Science and Engineering, 2023,11 (10),1847[18].
- Time-Series Forecasting of Seasonal Data Using Machine Learning Methods, Kramar V., Alchakov, V., Algorithms, V.16 (5), 2023, 248[19].
- Detection and Recognition of the Underwater Object with Designated Features Using the Technical Stereo Vision System, Kramar, V. , Kabanov, A., Kramar, O., Fateev, S., Karapetian, V., Fluids, 2023, 8(3), 92[20].
- Marine Internet of Things Platforms for Interoperability of Marine Robotic Agents: An Overview of Concepts and Architectures. Kabanov, A., Kramar, V., 2022, 10(9), 1279[21].
- Cooperative Control of Underwater Vehicle-Manipulator Systems Based on the SDC Method. Kabanov, A., Kramar, V., Lipko, I., Dementiev, K., 2022, 22(13), 5038[22].
- Self-Collision Avoidance Control of Dual-Arm Multi-Link Robot Using Neural Network Approach, Kramar, V., Kramar, O., Kabanov, A., 2022, 3(3), pp. 309—319[23].

## Награды
В 2021 году удостоен званием «Почётный работник науки и высоких технологий Российской Федерации»[значимость факта?].
В 2023 году монография «Обобщенная математическая модель пространственного перемещения бурового судна» была отмечена дипломом конкурса «Академус».
Победитель III Международного конкурса PROЗНАНИЕ 2023 с книгой «Беспилотные летательные аппараты, их электромагнитная стойкость и математические модели систем стабилизации».